# Soulier d'or belge 1957
Le Soulier d'or 1957 est un trophée individuel, récompensant le meilleur joueur du championnat de Belgique sur l'ensemble de l'année 1957. Ceci comprend donc à deux demi-saisons, la fin de la saison 1956-1957, de janvier à juin, et le début de la saison 1957-1958, de juillet à décembre.

## Lauréat
Il s'agit de la quatrième édition du trophée, remporté par le milieu de terrain d'Anderlecht Jef Jurion. Il est le premier joueur du club mauve et blanc lauréat du Soulier d'Or. Il devance de 12 points Louis Carré, le milieu défensif du RFC Liège et des Diables Rouges. Pour ce dernier, déjà troisième en 1954 et âgé de 32 ans, c'était la dernière chance réelle de décrocher le trophée.
Le règlement interdisant de voter pour d'anciens vainqueurs du Soulier d'Or est aboli pour cette année, ce qui permet à Victor Mees et Fons Van Brandt d'être à nouveau parmi les cinq premiers du classement.

## Top 5
| Place | Joueur          | Nationalité | Club(s)           | Points |
| ----- | --------------- | ----------- | ----------------- | ------ |
| 1.    | Jef Jurion      |             | RSC Anderlecht    | 147    |
| 2.    | Louis Carré     |             | RFC Liège         | 135    |
| 3.    | Victor Mees     |             | Antwerp           | 87     |
| 4.    | Jean Mathonet   |             | Standard de Liège | 57     |
| 5.    | Fons Van Brandt |             | Lierse            | 42     |